# Glas-Wasser-Theorie
Der Begriff Glas-Wasser-Theorie (russisch теория стакана воды, transkr. teorija stakana wody; transl. teoriâ stakana vody) ist eine abwertende Bezeichnung Lenins für die von der russischen Kommunistin und Frauenrechtlerin Alexandra Kollontai propagierte Sexualmoral im Sozialismus.
Kurz nach der Oktoberrevolution von 1917 war „Glas-Wasser-Theorie“ das Schlagwort. Laut dieser Theorie sollte der Umgang mit Sex genauso selbstverständlich sein wie das Trinken eines Glases mit Wasser. Mit ihrer Verteidigung der freien Liebe stand Kollontai im krassen Gegensatz zur damaligen bürgerlichen Moral. Angeblich hatte sie empfohlen, Sexualität wie ein Glas Wasser zu konsumieren. Lenin äußerte sich nach Clara Zetkin (Erinnerungen an Lenin, 1925) folgendermaßen darüber:

„Die berühmte Glaswassertheorie halte ich für vollständig unmarxistisch und obendrein für unsozial […]. Durst will befriedigt sein. Aber wird sich der normale Mensch unter normalen Bedingungen in den Straßenkot legen und aus einer Pfütze trinken?“

Laut Lenin sollte die Jugend ihre Energie auf die Revolution konzentrieren. Indirekt macht er Kollontai dafür verantwortlich, dass die Jugend durch die Theorie ganz wild geworden sei.